# Chlorotettix lobatus
Chlorotettix lobatus är en insektsart som beskrevs av Henry Fairfield Osborn 1918. Chlorotettix lobatus ingår i släktet Chlorotettix och familjen dvärgstritar. Inga underarter finns listade i Catalogue of Life.